# Neokonserwatyzm
Neokonserwatyzm (skrótowo neocon) – doktryna polityczna, ruch polityczny w USA powstały w latach 60 XX w., będący specyficznie amerykańską odmianą konserwatyzmu. Łączy klasyczne wartości konserwatywne z elementami liberalizmu, głównie gospodarczego. 

## Historia
Doktryna ukształtowała się wśród żydowskich członków, zwolenników Partii Demokratycznej rozczarowanych polityką wewnętrzną, a szczególnie polityką zagraniczną tej partii. Stanowisko neokonserwatywne kształtowało się na łamach czasopisma Commentary redagowanego przez Normana Podhoretza, a wydawanego przez American Jewish Committee.
Zdaniem części badaczy neokonserwatyzm wywodzi się z filozofii Leo Straussa.

## Główne motywy
Za filary doktryny neokonserwatywnej uważa się:
- internacjonalizm (kształtowanie ładu międzynarodowego)
- prymat USA w świecie
- unilateralizm (USA powinny działać bez ograniczeń ze strony instytucji międzynarodowych)
- militaryzm
- promowanie demokracji na świecie

Francis Fukuyama wymienia cztery podstawowe zasady (cytowane przez Walerija A. Senderowa):
- Przekonanie, że charakter reżimu wewnętrznego każdego kraju wpływa na jego politykę zagraniczną – i dlatego nie może być jedynie przedmiotem zainteresowania i nacisków ze strony liberalnych społeczeństw demokratycznych. To przekonanie odróżnia neokonserwatystów od „realistów”, którzy zawsze wyrażają gotowość do „handlu z co najmniej kanibalami” i deklarują swoją obojętność wobec zagranicznych spraw wewnętrznych.
- Przekonanie, że amerykańska władza jest już używana i powinna być używana do celów moralnych: siła Stanów Zjednoczonych, w tym wojska, jest niezbędna do rozwiązywania problemów moralnych. Stany Zjednoczone, jako czołowe mocarstwo świata, ponoszą szczególną odpowiedzialność. W ten sposób konsolidowana jest rola Stanów Zjednoczonych jako „światowego policjanta”[7].
- Brak zaufania do dużych projektów budowy społecznej, strach przed niepożądanymi konsekwencjami programów planowania społecznego.
- Sceptycyzm dotyczący zarówno legitymacji, jak i skuteczności mechanizmów prawa międzynarodowego i instytucji międzynarodowych w zakresie zapewnienia bezpieczeństwa i sprawiedliwości.

Główne przepisy nowoczesnego programu neokonserwatywnego zostały określone przez Williama Kristola i Roberta Kagana w 1996 roku. Ich istotę opisano jako zaprowadzenie przez USA „humanitarnej globalnej hegemonii” na całym świecie poprzez wykorzystanie swoich międzynarodowych wpływów i władzy, wynikających z zagranicznych i obronnych polityk z przeszłości.
Autorzy artykułu sugerują następujące „trzy imperatywy”:
- Znaczny wzrost budżetu wojskowego.
- Promocja patriotyzmu i wartości militarnych wśród ludności cywilnej, „jedność narodu i armii,” rekrutacji w swoich szeregach jak wielu wolontariuszy, jak to możliwe.
- „Moralna przejrzystość”: nie czekając na zagrożenia aktywnie rozprzestrzeniać po całym świecie amerykańskie zasady polityczne - demokrację, gospodarkę rynkową i szacunek dla wolności.

Powszechne rozpowszechnianie amerykańskiego modelu demokracji w jakikolwiek sposób, aż po wojsko, było jednym z głównych zadań proklamowanych przez „neokonserwatystów”. William Kristol w jednym ze swoich esejów pisał: „W obliczu nadzwyczajnych wydarzeń, Stany Zjednoczone będą zawsze czuć swój obowiązek za wszelką cenę chronić naród przed atakiem sił niedemokratycznych, zewnętrznych i wewnętrznych”.

## Opinie
Badacze zwracają uwagę, że „Dla neokonserwatywnej rewolucji w Ameryce, problem Bliskiego Wschodu stał się jednym z głównych narzędzi ideowych i mobilizacyjnych”.

## Osoby wiązane z doktryną
- George W. Bush
- Paul Wolfowitz
- John McCain
- John Bolton
- Victoria Nuland
- Robert Kagan
- Norman Podhoretz
- Henry M. Jackson
- Nikki Haley
- John Podhoretz
- William Kristol

## Organizacje związane z doktryną
- Project for the New American Century